# Inoculant microbien
Un inoculant microbien, ou inoculant du sol, est un amendement agricole qui apporte dans le sol des  micro-organismes rhizosphériques ou endophytes pour améliorer la santé des plantes. De nombreux microbes forment  avec les cultures-cibles une relation symbiotique dont les deux parties bénéficient (mutualisme). Bien que les inoculants microbiens soient appliqués pour améliorer la nutrition des plantes, ils peuvent également favoriser la croissance des plantes en stimulant la production d'hormones végétales,.
La recherche sur les avantages des inoculants en agriculture va au-delà de leur capacité en tant que biofertilisants. Les inoculants microbiens peuvent induire chez certaines espèces de plantes cultivées une résistance systémique acquise (RSA) à plusieurs maladies courantes des cultures (offrant une résistance contre les agents pathogènes). Jusqu'à présent, la RSA a été démontrée pour l'oïdium (Blumeria graminis f. sp. hordei, Heitefuss, 2001), le piétin-échaudage (Gaeumannomyces graminis var. tritici, Khaosaad et al., 2007), la tache des feuilles (Pseudomonas syringae, Ramos Solano et al., 2008) et la pourriture des racines (Fusarium culmorum, Waller et al. 2005).

## Inoculants rhizobactériens
Les rhizobactéries couramment appliquées comme inoculants comprennent les bactéries fixatrices de l'azote, les bactéries solubilisant les phosphates et d'autres bactéries bénéfiques associées aux racines qui améliorent la disponibilité des macronutriments azote et phosphore pour la plante-hôte. Ces bactéries sont communément appelées rhizobactéries favorisant la croissance des plantes (RFCP).

### Bactéries fixatrices de l'azote
Les rhizobactéries les plus couramment utilisées sont des espèces du genre Rhizobium et de genres étroitement apparentés. Les Rhizobium sont des bactéries fixatrices d'azote qui forment des associations symbiotiques dans les nodosités des racines de légumineuses. Cela augmente la nutrition azotée de l'hôte et est un facteur important pour la culture du soja, des pois chiches et de nombreuses autres légumineuses. Pour les cultures non légumineuses, le genre  Azospirillum s'est avéré bénéfique dans certains cas pour la fixation de l'azote et la nutrition des plantes.
Pour les cultures céréalières, des rhizobactéries diazotrophes ont permis d'augmenter la croissance des plantes, le rendement en grains, l'absorption de l'azote et du phosphore et la teneur en azote, en phosphore, et en potassium. Les rhizobactéries vivent dans les nœuds radiculaires et sont associées aux légumineuses.

### Bactéries solubilisant les phosphates
Pour améliorer la nutrition phosphatée, l'utilisation de bactéries solubilisant les phosphates (BSP) telles que Agrobacterium radiobacter a également retenu l'attention. Comme leur nom l'indique, les BSP sont des bactéries vivantes qui décomposent les phosphates inorganiques du sol en des formes plus simples qui permettent leur absorption par les plantes.

## Inoculants fongiques
Les relations symbiotiques entre les champignons et les racines des plantes sont appelées associations mycorhiziennes. Ces relations symbiotiques sont présentes chez presque toutes les espèces de plantes terrestres et donnent à la fois aux plantes et aux champignons des avantages pour la survie. La plante peut donner plus de 5 à 30 % de sa production d'énergie aux champignons en échange d'une augmentation de la zone d'absorption des racines grâce aux hyphes qui permettent à la plante d'accéder à des nutriments qu'elle ne pourrait sinon pas atteindre,. Les deux types de mycorhizes les plus courants sont les mycorhizes arbusculaires et ectomycorhizes. Les associations avec des ectomycorhizes se rencontrent le plus souvent chez les espèces ligneuses et ont moins d'implications pour les systèmes agricoles.

### Mycorhizes arbusculaires
Les mycorhizes arbusculaires (MA) ont retenu l'attention comme amendement agricole potentiel pour leur capacité à accéder au phosphore et à le fournir à la plante-hôte. Dans un système de serres à fertilisation réduite qui a été inoculé avec un mélange de champignons à mycorhizes arbusculaires et de rhizobactéries, les rendements de tomates qui étaient attendus à partir de 100 % de fertilité ont été atteints à 70 % de fertilité. Cette réduction de 30 % de l'application d'engrais peut aider à réduire la pollution par les nutriments et aider à prolonger les ressources minérales finies telles que le phosphore (pic du phosphore). Parmi les autres effets, on note aussi une augmentation de la tolérance à la salinité, une tolérance à la sécheresse et une résistance à la toxicité des métaux traces.

### Partenaires fongiques
L'inoculation fongique seule peut profiter aux plantes-hôtes. Associée à d'autres amendements, elle peut encore améliorer les conditions de culture. Le compost inoculé à l'aide de mycorhizes arbusculaires est un amendement organique courant pour les jardins des particuliers, l'agriculture et les pépinières. Cet appariement peut également favoriser les fonctions microbiennes dans les sols qui ont été affectés par l'exploitation minière.
Certains partenaires fongiques réussissent mieux dans des écotones spécifiques ou avec certaines cultures. L'inoculation de mycorhizes arbusculaires, associée à des bactéries favorisant la croissance des plantes, a permis d'obtenir un rendement plus élevé et une maturation plus rapide du riz paddy dans les rizières de montagnes.
La croissance du maïs s'est améliorée après un amendement combiné de mycorhizes arbusculaires et de biochar. Cet amendement peut également diminuer l'absorption de cadmium par les cultures.

## Inoculants combinés
On a démontré que la combinaison de souches de rhizobactéries favorisant la croissance des plantes (RFCP) est bénéfique pour le riz et l'orge,. Le principal avantage de la double inoculation est une augmentation de l'absorption par les plantes des éléments nutritifs à la fois du sol et des engrais. On a également démontré que plusieurs souches d'inoculants augmentent l'activité totale de la nitrogénase par rapport à des souches uniques d'inoculants, même lorsqu'une seule souche est diazotrophe,,.
Les  rhizobactéries et les mycorhizes arbusculaires en combinaison peuvent être utiles pour augmenter la croissance du blé dans un sol pauvre en nutriments et améliorer l'extraction de l'azote des sols fertilisés.